# Konklawe 1939
Konklawe 1939 – zgromadzenie kardynałów zwołane po śmierci Piusa XI. Było to najkrótsze konklawe w XX wieku i jedno z najkrótszych w historii. Już w trzecim głosowaniu zakończyło się wyborem kardynała Eugenio Pacellego (Pius XII).

## Śmierć Piusa XI
Papież Pius XI zmarł 10 lutego 1939 roku po siedemnastu latach pontyfikatu. Podobno następnego dnia zamierzał wygłosić przemówienie, w którym miał ostro potępić faszyzm i antysemityzm, w związku z czym powstała plotka, że mógł zostać otruty przez doktora Francesco Petacciego, ojca kochanki Mussoliniego. Nie ma jednak na to przekonujących dowodów. Uroczystości pogrzebowe odbyły się 14 lutego.

## Lista uczestników
W konklawe uczestniczyło wszystkich 62 kardynałów – 55 z Europy (w tym 35 z Włoch), 2 z Ameryki Południowej, 4 z Ameryki Północnej i 1 z Lewantu:
- Gennaro Granito Pignatelli di Belmonte (Włochy; nominacja 27 listopada 1911) – kardynał biskup Ostii i Albano; dziekan Świętego Kolegium Kardynałów; prefekt Świętej Kongregacji ds. Ceremoniału; wielki przeor zakonu joannitów w Rzymie

- Donato Raffaele Sbarretti (Włochy; 4 grudnia 1916) – kardynał biskup Sabina e Poggio Mirteto; subdziekan Świętego Kolegium Kardynałów; sekretarz Najwyższej Świętej Kongregacji Świętego Oficjum

- Tommaso Pio Boggiani OP (Włochy; 4 grudnia 1916) – kardynał biskup Porto e Santa Rufina; komendatariusz kościoła prezbiterialnego S. Lorenzo in Damaso; kanclerz Świętego Kościoła Rzymskiego

- Enrico Gasparri (Włochy; 14 grudnia 1925) – kardynał biskup Velletri; prefekt Najwyższego Trybunału Sygnatury Apostolskiej

- Francesco Marchetti Selvaggiani (Włochy; 30 czerwca 1930) – kardynał biskup Frascati; wikariusz generalny diecezji rzymskiej; archiprezbiter bazyliki laterańskiej; wielki kanclerz Papieskiego Uniwersytetu Laterańskiego

- Angelo Maria Dolci (Włochy; 13 marca 13 marca 1933) – kardynał biskup Palestriny; archiprezbiter bazyliki liberiańskiej

- William O’Connell (Stany Zjednoczone; 27 listopada 1911) – kardynał prezbiter S. Clemente; protoprezbiter Świętego Kolegium Kardynałów; arcybiskup Bostonu

- Alessio Ascalesi CPPS (Włochy; 4 grudnia 1916) – kardynał prezbiter S. Callisto; arcybiskup Neapolu

- Adolf Bertram (Niemcy; 4 grudnia 1916) – kardynał prezbiter S. Agnese fuori le mura; arcybiskup Wrocławia

- Michael von Faulhaber (Niemcy; 13 czerwca 1921) – kardynał prezbiter S. Anastasia; arcybiskup Monachium-Fryzyngi

- Denis Dougherty (Stany Zjednoczone; 13 czerwca 1921) – kardynał prezbiter Ss. Nereo ed Achilleo; arcybiskup Filadelfii

- Francisco de Asís Vidal y Barraquer (Hiszpania; 13 czerwca 1921) – kardynał prezbiter S. Sabina; arcybiskup Tarragony

- Karl Joseph Schulte (Niemcy; 13 czerwca 1921) – kardynał prezbiter Ss. IV Coronati; arcybiskup Kolonii

- Giovanni Battista Nasalli Rocca di Corneliano (Włochy; 23 maja 1923) – kardynał prezbiter S. Maria in Transpontina; arcybiskup Bolonii

- George Mundelein (Stany Zjednoczone; 24 marca 1924) – kardynał prezbiter S. Maria del Popolo; arcybiskup Chicago

- Alessandro Verde (Włochy; 14 grudnia 1925) – kardynał prezbiter S. Maria in Cosmedin

- Lorenzo Lauri (Włochy; 20 grudnia 1926) – kardynał prezbiter S. Pancrazio; penitencjariusz większy

- Joseph-Ernest van Roey (Belgia; 20 czerwca 1927) – kardynał prezbiter S. Maria in Aracoeli; arcybiskup Mechelen i prymas Belgii

- August Hlond SDB (Polska; 20 czerwca 1927) – kardynał prezbiter S. Maria della Pace; arcybiskup Gniezna i Poznania, prymas Polski

- Pedro Segura y Sáenz (Hiszpania; 19 grudnia 1927) – kardynał prezbiter S. Maria in Trastevere; arcybiskup Sewilli

- Jusztinian Györg Serédi OSB (Węgry; 19 grudnia 1927) – kardynał prezbiter Ss. Andrea e Gregorio al Monte Celio; arcybiskup Esztergom i prymas Węgier

- Alfredo Ildefonso Schuster OSB (Włochy; 15 lipca 1929) – kardynał prezbiter Ss. Silvestro e Martino ai Monti; arcybiskup Mediolanu

- Manuel Gonçalves Cerejeira (Portugalia; 16 grudnia 1929) – kardynał prezbiter Ss. Marcellino e Pietro; patriarcha Lizbony

- Eugenio Pacelli (Włochy; 16 grudnia 1929) – kardynał prezbiter Ss. Giovanni e Paolo; kamerling Świętego Kościoła Rzymskiego; sekretarz stanu Stolicy Apostolskiej; prefekt Świętej Kongregacji Nadzwyczajnych Spraw Kościoła; archiprezbiter bazyliki watykańskiej; prefekt Fabryki Świętego Piotra; kamerling Świętego Kolegium Kardynałów

- Luigi Lavitrano (Włochy; 16 grudnia 1929) – kardynał prezbiter S. Silvestro in Capite; arcybiskup Palermo

- Joseph MacRory (Irlandia; 16 grudnia 1929) – kardynał prezbiter S. Giovanni a Porta Latina; arcybiskup Armagh i prymas Irlandii

- Jean Verdier PSS (Francja; 16 grudnia 1929) – kardynał prezbiter S. Balbina; arcybiskup Paryża

- Sebastião Leme da Silveira Cintra (Brazylia; 30 czerwca 1930) – kardynał prezbiter Ss. Bonifacio ed Alessio; arcybiskup Rio de Janeiro

- Raffaele Carlo Rossi OCD (Włochy; 30 czerwca 1930) – kardynał prezbiter S. Prassede; sekretarz Świętej Kongregacji Konsystorialnej

- Achille Liénart (Francja; 30 czerwca 1930) – kardynał prezbiter S. Sisto; biskup Lille

- Pietro Fumasoni Biondi (Włochy; 13 marca 1933) – kardynał prezbiter S. Croce in Gerusalemme; prefekt Świętej Kongregacji Rozkrzewiania Wiary

- Federico Tedeschini (Włochy; 13 marca 1933) – kardynał prezbiter S. Maria della Vittoria; datariusz Jego Świątobliwości

- Maurilio Fossati OSsCGN (Włochy; 13 marca 1933) – kardynał prezbiter S. Marcello; arcybiskup Turynu

- Carlo Salotti (Włochy; 13 marca 1933) – kardynał prezbiter S. Bartolomeo all’Isola; prefekt Świętej Kongregacji ds. Obrzędów

- Jean-Marie-Rodrigue Villeneuve OMI (Kanada; 13 marca 1933) – kardynał prezbiter S. Maria degli Angeli; arcybiskup Québecu

- Elia Dalla Costa (Włochy; 13 marca 1933) – kardynał prezbiter S. Marco; arcybiskup Florencji

- Theodor Innitzer (Austria; 13 marca 1933) – kardynał prezbiter S. Crisogono; arcybiskup Wiednia

- Ignacy Gabriel I Tappouni (Syria[1]; 16 grudnia 1935) – kardynał prezbiter Ss. XII Apostoli; syryjskokatolicki patriarcha Antiochii

- Enrico Sibilia (Włochy; 16 grudnia 1935) – kardynał prezbiter S. Maria Nuova

- Francesco Marmaggi (Włochy; 16 grudnia 1935) – kardynał prezbiter S. Cecilia

- Luigi Maglione (Włochy; 16 grudnia 1935) – kardynał prezbiter S. Pudenziana; prefekt Świętej Kongregacji Soboru Trydenckiego

- Carlo Cremonesi (Włochy; 16 grudnia 1935) – kardynał prezbiter S. Lorenzo in Lucina

- Alfred Baudrillart CO (Francja; 16 grudnia 1935) – kardynał prezbiter S. Bernardo alle Terme

- Emmanuel-Celestin Suhard (Francja; 16 grudnia 1935) – kardynał prezbiter S. Onofrio; arcybiskup Reims

- Karel Kašpar (Czechosłowacja; 16 grudnia 1935) – kardynał prezbiter Ss. Vitale, Valeria, Gervasio e Protasio; arcybiskup Pragi i prymas Czech

- Santiago Luis Copello (Argentyna; 16 grudnia 1935) – kardynał prezbiter S. Girolamo degli Schiavoni; arcybiskup Buenos Aires i prymas Argentyny

- Isidro Gomá y Tomá (Hiszpania; 16 grudnia 1935) – kardynał prezbiter S. Pietro in Montorio; arcybiskup Toledo i prymas Hiszpanii

- Pietro Boetto SJ (Włochy; 16 grudnia 1935) – kardynał prezbiter S. Angelo in Pescheria; arcybiskup Genui

- Eugène Tisserant (Francja; 15 czerwca 1936) – kardynał prezbiter Ss. Vito, Modesto e Crescenzia; sekretarz Świętej Kongregacji Kościołów Wschodnich; przewodniczący Papieskiej Komisji Biblijnej

- Adeodato Giovanni Piazza OCD (Włochy; 13 grudnia 1937) – kardynał prezbiter S. Prisca; patriarcha Wenecji

- Ermenegildo Pellegrinetti (Włochy; 13 grudnia 1937) – kardynał prezbiter S. Lorenzo in Panisperna

- Arthur Hinsley (Wielka Brytania; 13 grudnia 1937) – kardynał prezbiter S. Susanna; arcybiskup Westminster

- Giuseppe Pizzardo (Włochy; 13 grudnia 1937) – kardynał prezbiter S. Maria in Via

- Pierre-Marie Gerlier (Francja; 13 grudnia 1937) – kardynał prezbiter SS. Trinita al Monte Pincio; arcybiskup Lyonu i prymas Galii

- Camillo Caccia Dominioni (Włochy; 16 grudnia 1935) – kardynał diakon S. Maria in Domnica; protodiakon Świętego Kolegium Kardynałów

- Nicola Canali (Włochy; 16 grudnia 1935) – kardynał diakon S. Nicola in Carcere Tulliano

- Domenico Jorio (Włochy; 16 grudnia 1935) – kardynał diakon S. Apollinare; prefekt Świętej Kongregacji Dyscypliny Sakramentów

- Vincenzo Lapuma (Włochy; 16 grudnia 1935) – kardynał diakon Ss. Cosma e Damiano; prefekt Świętej Kongregacji ds. Zakonów

- Federico Cattani Amadori (Włochy; 16 grudnia 1935) – kardynał diakon S. Maria in Aquiro

- Massimo Massimi (Włochy; 16 grudnia 1935) – kardynał diakon S. Maria in Portico; przewodniczący Papieskiej Komisji ds. Kodyfikacji Prawa Kanonicznego Kościołów Wschodnich

- Domenico Mariani (Włochy; 16 grudnia 1935) – kardynał diakon S. Cesareo in Palatio; przewodniczący Rady ds. Patrymonium Stolicy Apostolskiej

- Giovanni Mercati (Włochy; 15 czerwca 1936) – kardynał diakon S. Giorgio in Velabro; bibliotekarz i archiwista Świętego Kościoła Rzymskiego

Dwóch elektorów mianował jeszcze papież Pius X, ośmiu Benedykt XV, a pozostałych pięćdziesięciu dwóch Pius XI.

## Kandydaci na papieża
Do tzw. papabile zaliczano łącznie kilkunastu kardynałów, także spoza Włoch (m.in. prymasa Polski Augusta Hlonda), jednak zdecydowanym faworytem był sekretarz stanu i kamerling Kościoła Eugenio Pacelli, bliski współpracownik Piusa XI. Większość kardynałów uważała bowiem, że w obliczu wyraźnego już wówczas zagrożenia nową wojną światową potrzebny jest papież-dyplomata.

## Wybór Piusa XII
Konklawe zebrało się 1 marca w kaplicy Sykstyńskiej, jednak do głosowań przystąpiono dopiero następnego dnia. W dwóch porannych głosowaniach zdecydowanie najwięcej głosów otrzymał faworyzowany Pacelli, nie uzbierał jednak wymaganych 2/3. W pierwszym głosowaniu dostał prawdopodobnie około 35 głosów, w drugim około 40. Pozostałe głosy oddano głównie na kardynałów Dalla Costę z Florencji i kurialistę Maglione, podobno pojawiło się także nazwisko Kanadyjczyka Villeneuve’a. Po południu w trzecim głosowaniu Pacelli został wybrany na papieża, otrzymując 48 głosów, o 6 więcej niż wymagana większość. Elekt, który tego samego dnia obchodził swoje 63. urodziny, przybrał imię Pius XII.